# 若伊香保神社

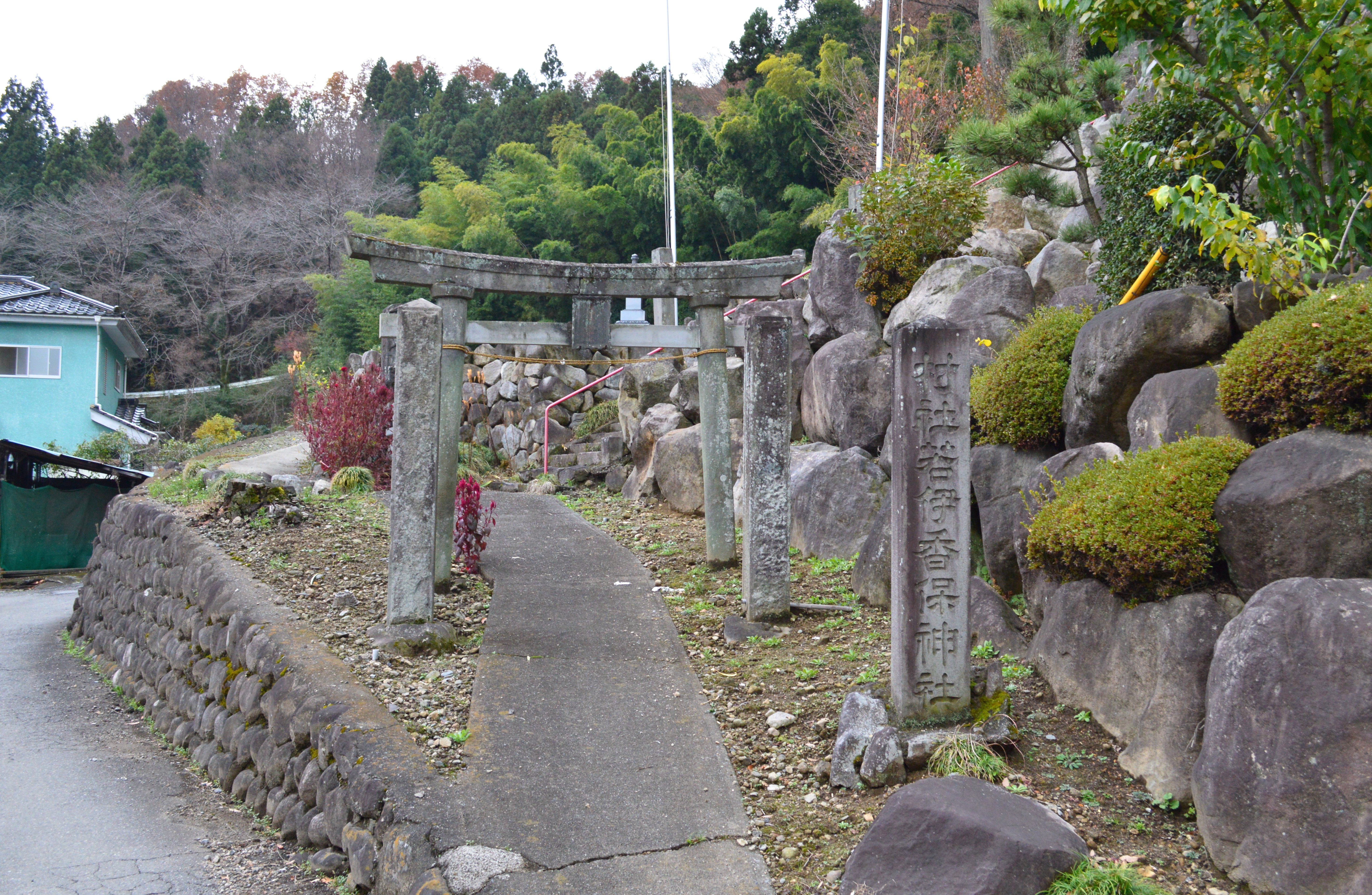
鳥居

若伊香保神社（わかいかほじんじゃ）は、群馬県渋川市有馬にある神社。国史見在社、上野国五宮で、旧社格は村社。

## 祭神
祭神は次の2柱。
- 大名牟遅神
- 少彦名神

『神道集』では本地仏を千手観音とする。

## 歴史

### 創建
創建は不詳。伊香保神社（渋川市伊香保町伊香保、上野国三宮）と同一神名を有することから、伊香保神社と同じく豪族の有馬氏（阿利真公）により奉斎されたと見られている。また伊香保神社は元々当地に鎮座したと推測する説もあり、同社が上野国国府近くの三宮神社（北群馬郡吉岡町大久保）に遷座した際、旧社地に祀られたのが若伊香保神社になるともいわれる。
現在の境内は泰叟寺に隣接して鎮座するが、元々は上有馬に鎮座したといい、享禄元年（1528年）の洪水のため移転したと伝わる（一説に遷座は永享9年（1437年））。
なお、後述の文献に見える若伊香保神社を、当社でなく水澤寺（渋川市伊香保町水沢）の子安神社に比定する説もある。

### 概史
国史では、「若伊賀保神」の神階が貞観5年（863年）に従五位下、元慶3年（879年）に従五位上、元慶4年（880年）に正五位上に昇叙された旨の記載が見える。しかし『延喜式』神名帳には記載がないため、いわゆる国史見在社にあたる。
長元3年（1030年）頃の『上野国交替実録帳』では、「正□位 若伊香保社」（位は脱字）と記されるとともに玉殿1宇・幣殿1宇・鳥居2基・向屋1宇・美豆垣1廻・荒垣1廻・舞人陪従屋1宇・厨屋1宇の記載がある。この社殿規模は、伊香保明神社（三宮）、宿禰明神社（四宮：甲波宿禰神社）、椿榛明神社（六宮：榛名神社）と同等のものになる。
また『上野国神名帳』では、総社本において鎮守十社のうちに「正一位 若伊賀保大明神」と見えるほか、一宮本・群書類従本において群馬東郡または群馬郡のうちに「従四位上 若伊賀保（若伊香保）大明神」と記されている。
南北朝時代成立の『神道集』では、「上野国九ヶ所大明神事」や「上野国第三宮伊香保大明神事」に若伊香保神社の記述が見えるが、その中で若伊香保神社は上野国の五宮であるとされている。上野国の九宮までのうち、若伊香保神社は唯一の式外社になる。
明治に入り、近代社格制度では村社に列した。現在は泰叟寺に隣接して小祠を残すのみとなっている。
明治42年に、『上野国神名帳』に「正五位下 有馬堰口明神」と記載されている「有馬堰口神社」（祭神：健御名方命）を合祀した。

### 神階
- 六国史時代における神階奉叙の記録
  - 貞観5年（863年）10月7日、正六位上から従五位下 （『日本三代実録』） - 表記は「若伊賀保神」。
  - 元慶3年（879年）閏10月4日、従五位下から従五位上 （『日本三代実録』） - 表記は「若伊賀保神」。
  - 元慶4年（880年）10月14日、正五位下から正五位上 （『日本三代実録』） - 表記は「若伊賀保神」。
- 六国史以後
  - 正一位 （『上野国神名帳』総社本） - 表記は「若伊賀保大明神」。
  - 従四位上 （『上野国神名帳』一宮本・群書類従本） - 表記は「若伊賀保大明神」または「若伊香保大明神」。